# Dimitar Largov
Dimitar Largov (bulharskou cyrilicí Димитър Ларгов) (10. září 1936 Sofie – 16. listopadu 2020, Sofie) byl bulharský fotbalový obránce.

## Fotbalová kariéra
Celkem za bulharskou reprezentaci nastoupil v letech 1959–1966 ve 24 utkáních a dal 3 góly. Byl členem bulharské reprezentace na Mistrovství světa ve fotbale 1966, nastoupil ve 2 utkáních.  Byl členem bulharské reprezentace na olympijských hrách v Římě 1960, nastoupil ve 3 utkáních. Začínal v týmu PFK Septemvri Sofia, dále hrál v bulharské lize za Udarnik Sofia a Slavii Sofia. V letech 1963, 1964 a 1966 vyhrál se Slavií Sofia bulharský pohár. V Poháru vítězů pohárů nastoupil v 8 utkáních.

## Ligová bilance
| Ročník                              | Zápasy | Góly | Klub          |
| ----------------------------------- | ------ | ---- | ------------- |
| 1. bulharská fotbalová liga 1955    | -      | -    | Udarnik Sofia |
| 1. bulharská fotbalová liga 1956    | 3      | 0    | Udarnik Sofia |
| 1. bulharská fotbalová liga 1957    | 20     | 3    | Slavia Sofia  |
| 1. bulharská fotbalová liga 1958    | 11     | 1    | Slavia Sofia  |
| 1. bulharská fotbalová liga 1958/59 | 22     | 1    | Slavia Sofia  |
| 1. bulharská fotbalová liga 1959/60 | 22     | 2    | Slavia Sofia  |
| 1. bulharská fotbalová liga 1960/61 | 25     | 8    | Slavia Sofia  |
| 1. bulharská fotbalová liga 1961/62 | 24     | 1    | Slavia Sofia  |
| 1. bulharská fotbalová liga 1962/63 | 22     | 2    | Slavia Sofia  |
| 1. bulharská fotbalová liga 1963/64 | 22     | 0    | Slavia Sofia  |
| 1. bulharská fotbalová liga 1964/65 | 27     | 1    | Slavia Sofia  |
| 1. bulharská fotbalová liga 1965/66 | 13     | 0    | Slavia Sofia  |
| 1. bulharská fotbalová liga 1966/67 | 9      | 0    | Slavia Sofia  |
| CELKEM 1. liga                      | -      | -    |               |